# Quangang (köpinghuvudort i Kina, Jiangxi Sheng, lat 28,16, long 115,60)
Quangang är en köpinghuvudort i Kina. Den ligger i provinsen Jiangxi, i den sydöstra delen av landet, omkring 65 kilometer sydväst om provinshuvudstaden Nanchang. Antalet invånare är 39 936. Befolkningen består av 18 751 kvinnor och 21 185 män. Barn under 15 år utgör 22,0 %, vuxna 15-64 år 70 %, och äldre över 65 år 7,0 %.
Runt Quangang är det tätbefolkat, med 442 invånare per kvadratkilometer. Närmaste större samhälle är Rongtang, 12,7 km öster om Quangang. Trakten runt Quangang består till största delen av jordbruksmark.
Genomsnittlig årsnederbörd är 2 190 millimeter. Den regnigaste månaden är juni, med i genomsnitt 367 mm nederbörd, och den torraste är oktober, med 28 mm nederbörd.